# وليد أبوالخير
وليد بن سامي بن محمد بن محمد سعيد مرداد أبو الخير محامٍ وناشط حقوقي ورئيس مرصد حقوق الإنسان في السعودية. اعتبرته مجلة فوربس واحدا من أكثر 100 شخصية عربية حضورا على تويتر. ناشط يحاكم ب«نظام جرائم الإرهاب وتمويله» اعتقل في 15 أبريل 2014 وأودع سجن الحائر أثناء محاكمته. في 6 يوليو قضت المحكمة الجزائية المتخصصة بقضايا الإرهاب بإدانته وسجنه 15 عامًا عشر سنوات منها نافذة وخمس مع وقف التنفيذ ومنعه من السفر 15 عامًا بعد انقضاء مدة السجن وغرامة مالية قدرها 200 ألف ريال. في 12 من يناير 2015 عادت القضية من محكمة الاستئناف التي طلبت زيادة الحكم على أبي الخير وبالفعل جرى تشديد الحكم بالسجن 15 عاماً نافذة.

## النشأة والتعليم
وُلد وليد في مدينة جدة، غرب المملكة العربية السعودية، وينحدر من أسرة حجازية تولت القضاء بمكة ومشيخة الحرم، منهم عبد الله بن أحمد مرداد أبوالخير الذي تصدر للتدريس بالمسجد الحرام، وعقد حلقة درسه في رواق باب الصفا، وإلى جانب تضلّعه في العلوم الدينية كان له إلمام واسع بالتاريخ وتراجم الرجال، تولى قضاء مكة المكرمة في أواخر عهد الشريف حسين بن علي إلى حين وفاته وتولى مشيخة الخطباء وكان أحد أئمة المسجد الحرام، قتل رحمه الله بالطائف في موقعة تربة، وله مؤلف شهير هو: نشر النور والزهر في تراجم أفاضل مكة المكرمة من القرن العاشر إلى القرن الحادي عشر، أما جده محمد سعيد أبوالخير فقد كان من ضمن ممثلي أهل الحجاز الذين وقعوا وثيقة البيعة مع الملك عبدالعزيز بشرط أن يكون الحكم في الحجاز بمرجعية الكتاب والسنة ومذاهب الأئمة الأربعة، وأن يكون حكم الحجاز بيد الحجازيين يديرون شؤونه. نال أبوالخير درجة البكالوريوس في 2003 بتخصص اللغة العربية من جامعة الملك عبد العزيز في جدة، كما نال درجة البكالوريوس بتخصص القانون من الجامعة ذاتها، في 2009 نال درجة الماجستير في الفقه وأصوله من جامعة اليرموك في الأردن بعد أن قدم رسالة بعنوان (الجمع والفرق في الأدلة والعلل والأحكام: دراسة تأصيلية تطبيقية مقارنة) تحت إشراف الدكتور عبد الجليل زهير ضمرة، في عام 2010 ذهب وليد إلى بريطانيا ومكث هناك مدة 8 شهور تمهيداً لبدء دراسة الدكتوراه في القانون المقارن في أطروحة بعنوان: «إشكالية سيادة القانون على الصعيد الوطني بين التشريع الإسلامي والقانون الدولي العام وتطبيقاتها بالمملكة العربية السعودية» غير أنه جرى استدعاءه من قبل السلطات السعودية وفُتحت تحقيقات عدة حول أنشطته حتى جرى منعه من السفر. حفظ وليد القرآن الكريم كاملاً وحاز على إجازة بالسند من الشيخ عبيدالله الأفغاني وصادقت عليها رئاسة التدريس بالمسجد النبوي الشريف في المدينة المنورة.

## النشاط المهني والحقوقي
في عام 2007 بدأ وليد أبوالخير حياته المهنية في السلك القانوني حيث أنضم للعمل في مكتب المحامي عصام بصراوي.
في نفس العام قام وليد مع بعض النشطاء بإطلاق بيان بعنوان (معالم في طريق الملكية الدستورية) حيث طالبوا فيه صراحة الأسرة الحاكمة في المملكة العربية السعودية بتغيير النظام الحالي من ملكية مطلقة إلى ملكية دستورية.
تولى وليد أبوالخير الدفاع عن عدد من المتهمين في قضية إصلاحيي جدة منهم د.موسى القرني ود.سعود الهاشمي وأ.د عبد الرحمن الشميري الذي اعتقل في فبراير 2007، حيث رفع دعوى قضائية في 22 يونيو 2009 ضد وزارة الداخلية بسبب احتجازها لموكله دون اتهام؛ كما تم توكيله من قبل السفارة البريطانية في السعودية للدفاع عن أحد رعاياها المعتقل لدى السلطات السعودية.
وبحسب منظمة هيومن رايتس ووتش فقد تلقى والده في يوليو 2009 تهديدات من المباحث بأن على ابنه وليد أن يوقف نشاطه، إلا أن الدعوى التي رُفعت انقضت في 2010 بعد أن وجهت وزارة الداخلية تهمها ضد أ.د الشميري وأحالته للمحاكمة. كان أبوالخير أحد موقعي عريضتي نحو دولة الحقوق والمؤسسات، والإعلان الوطني للإصلاح.
في العام 2008 قام وليد بتنظيم ما أطلق عليه «أول حملة إضراب عن الطعام في السعودية من أجل حقوق الإنسان» والتي امتدت لمدة 48 ساعة وكانت للمطالبة بالإفراج عن المعتقلين.
شارك في تأسيس مرصد حقوق الإنسان في السعودية المعني بحماية النشطاء ورصد أوضاع حقوق الإنسان. في ديسمبر 2008 تم حجب موقع المرصد فانتقل إلى صفحة على فيسبوك، إلا أن الصفحة حُجِبت مجددا في مايو 2009، في 2012 قام وليد بتسجيل وترخيص المرصد لدى وزارة العمل الكندية لتكون أول منظمة حقوقية سعودية مرخصة في الخارج، بعث وليد أبوالخير برسالة إلى الملك يطلبه فيها بالاعتراف بالمنظمة في السعودية، فردّ الديوان الملكي على ذلك بإحالة الطلب إلى وزارة الداخلية التي فتحت تحقيقًا حول المنظمة.
كان موكلا عن مؤسس الشبكة الليبرالية رائف بدوي المتهم بتأسيس الشبكة و«ارتكاب مخالفات شرعية» و«التطاول على الذات الإلهية».
كان لوليد دور بارز في العمليات التطوعية التي حصلت إبان سيول جدة حيث انشأ مع بعض الشباب صفحة على موقع التواصل الاجتماعي «فيسبوك» بعنوان (حملة انقاذ جدة) وكانت وسيلة تواصل فعالة بين الشباب في عمليات الإنقاذ وقت الأزمة.
في مارس 2012 سجل وليد في دورة مدتها ستة أسابيع بعنوان «قادة الديموقراطية» في جامعة سيراكوز في ولاية نيويورك ترعاها وزارة الخارجية الأمريكية، لكن هيئة التحقيق والادعاء العام في جدة استدعته وأبلغته أنه ممنوع من السفر. في 25 يناير 2013 تسلمت سمر بدوي نيابة عن زوجها وليد جائزة أولوف بالمه السويدية تقديرا لـ«نضاله القوي، والمتواصل والمُتّسم بنكران الذات من أجل تعزيز احترام حقوق الإنسان والحقوق المدنية لكل من الرجال والنساء»، فأهداها وليد للناشط عبد الله الحامد. وقد اعتقل وليد أبوالخير في 15 أبريل من العام 2014 بأمر قضائي من قاضي المحكمة المختصة قبل انتهاء المحاكمة 

### قضية سمر بدوي
سمر بدوي امرأة سعودية كانت معتقلة في السجن لمدة سبعة أشهر بسبب اتهامها بالعقوق. تبنى وليد قضيتها ودافع عنها في المحاكم السعودية، وأطلق حملة للمطالبة بالإفراج عنها مستخدماً مختلف وسائل التواصل الاجتماعي مثل «تويتر» و «فيسبوك». بالإضافة لإنشائه مدونة خاصة كانت تنشر كل التحديثات والوثائق المتعلقة بالقضية. ولم تمض ثلاث أسابيع إلا وحققت الحملة أهدافها بخروج بدوي من السجن. تزوجت سمر من وليد أبو الخير  وبعد شهرين من اعتقال وليد انجبت سمر ابنتهم جود، وفي عام 2015 اتفق وليد وسمر على الطلاق.

### الحضور الإعلامي
أجرى وليد مقابلات صحفية مع قنوات عالمية منها اللقاء الذي أجراه كيڤن سليڤان لواشنطن بوست، وجايكوب تمپلن لمجلة التايمز، وپيير پراي لصحيفة لو فيغارو، وفرانك غاردنر لبي بي سي. كما كتب وليد عدة مقالات للصحافة العالمية، منها مقالتين بصحيفة الواشنطن بوست الأول بعنوان «صمود نحو دولة سعودية حرة» والآخر بعنوان «السجن عقوبة النشاط السلمي في السعودية» كما كتب مقالة بعنوان «عقبة السعوديين الخوف» ونشرته مؤسسة تقارير الحرب والسلام، وكتب مقالة تم نشرها في موقع MSNBC بعنوان «المملكة العربية السعودية وخنق المعارضة باسم مكافحة الإرهاب».
كما أن لوليد مقالات في الصحافة المحلية السعودية تجاوز عددها الـ 300 مقال تحدثت جميعها عن القضايا القانونية والحقوقية.
وكان آخر مقال كتبه وليد أبوالخير قبل سجنه بعنوان «من السجن توقد الشموع» وقد نشرته منظمة العفو الدولية في موقعها بعد سجنه
أما آخر لقاء إعلامي معه قبل اعتقاله فكان مع مجلة العصر وفيه ذكر وليد أن «جمعية حسم لم تعد جمعية فقط بل هي فكرة، والفكرة مضادة للرصاص والاعتقال والقمع، حسم هي إعذار إلى الله وإلى الناس، وهي حالة تاريخية مفادها أن في هذه البقعة من الأرض أناسا لم يرضوا بكل هذا الظلم ووقفوا بكل شجاعة وإباء ضده» كما وجه في ذلك اللقاء كلمة قال فيها: «نحن في زمن التضحيات أيها الأصدقاء زمن صعب يُمتحن فيه صدقنا ووفاؤنا لمبادئنا وللزملاء، زمن لن ندرك فيه قيمة أفعالنا إلا بعد حين، وكما أننا لا ندرك قيمة الحب حتى نستسلم له، فعلينا إذن أن نسترسل مع الغايات النبيلة ونستسلم لآلامها، وهنيئاً لمن أدرك الصحب الأحرار. وكلمة لوالدتي ووالدي وبقية أهلي: لا أعلم هل سأخرج بعد 3 شهور أم سيزيدون، لكن ما أعمله جيداً أنني لم أخذل الحرية التي ربيتموني عليها، فارفعوا بي رؤوسكم، تأكدوا أن ابنكم لم يسرق ولم ينهب ولم يرتشي أو ينافق، ابنكم قال للظالم يا ظالم..»

### التمثيل على الصعيد الدولي
قام وليد ببناء سمعته العالمية كمصدر معتمد وموثوق في المجتمع الدولي لقضايا حقوق الإنسان في السعودية خلال العام 2010. فقد حضر اجتماعين برعاية منظمة تجسير الخليج، الأولى أقيمت في البرلمان الأوروبي لمناقشة أوضاع حقوق الإنسان في دول الخليج، والثانية أقيمت في الكويت وكان عن وضع نشطاء حقوق الإنسان في دول الخليج. كما حضر مؤتمراً أقامته منظمة هيومن رايتس ووتش في البحرين. أيضاً في البحرين حضر اجتماعاً مع عدد من البلوماسيين الأوروبيين برعاية منظمة فرونت لاين ديفندرز لمناقشة قضايا حقوق الإنسان في دول الخليج. وفي نفس العام قام وليد بتطوير مهاراته في العمل الحقوقي بحضوره دورة بعنوان رصد وتوثيق انتهاكات حقوق الإنسان والتي تقيمها الجمعية البحرينية لحقوق الإنسان بالتعاون مع المنظمة الأسكندنافية لحقوق الإنسان. كما شارك في قمة تحالف حركات الشباب والتي أقيمت في المكسيك. بالإضافة إلى أنه حصل على رخصة مدرب في حقوق الإنسان من مركز تدريب ومعلومات حقوق الإنسان في اليمن

### ديوانية صمود
بعد أن قامت السلطات السعودية بإغلاق مقهى جسور في جدة، والذي كان يعتبر مركز تجمع ثقافي لشباب المدينة لمناقشة مختلف القضايا الفكرية، أعلن وليد عن إقامة ديوانية أسبوعية في منزله أطلق عليها اسم «صمود». تستضيف الديوانية كل أسبوع مجموعة من الشباب بخلفيات متنوعة لمناقشة مختلف القضايا الفكرية والحقوقية والسياسية بالإضافة إلى العديد من القضايا الثقافية والفلسفية، مع سقف مرتفع جداً من حرية التعبير واحترام الرأي الآخر.

### وليد يتحدث[30]
كان وليد أبوالخير يعلم أنه سوف يعتقل، خاصة بعد أن عرضت عليه السلطات السعودية التوقيع على اعتذار وتعهد بعدم الاستمرار في نشاطه، لكنه رفض، وتحدث عن مبررات ذلك الرفض كما تحدث عن نشاطه بشكل عام في سلسلة من مقاطع الفيديو نُشرت على اليوتيوب بعد اعتقاله ولم تنتهي بعد، في 16 يناير 2015 تم نشر المقطع الثالث في هذه السلسلة وتحدث فيها عن مقتل جده وانخراطه سابقاً في تنظيم الإخوان كما تحدث عن موقف مؤثر للدكتور عبد الله الحامد

## الملاحقة والمحاكمة
واجه وليد قضتين: إحداهما في المحكمة الجزئية في جدة، والأخرى في المحكمة الأمنية المتخصصة في الرياض.
في 11 سبتمبر 2011 بدأت محاكمة وليد في المحكمة الجزئية في جدة عند القاضي عبد المجيد الشويهي بتهمة «ازدراء القضاء» و«التواصل مع جهات أجنبية» و«المطالبة بملكية دستورية» و«المشاركة في الإعلام لتشويه سمعة البلاد» و«تحريض الرأي العام ضد النظام العام للبلاد». في 29 أكتوبر 2013 أصدرت المحكمة حكما ابتدائيا بسجنه 3 أشهر، وفي 24 فبراير 2014 صدّقت محكمة الاسئناف الحكم، لكن وليد لم يعتقل ولم يستدعَ، وقد انتقدت منظمة العفو الدولية الحكم وقالت إلى أنه يشير إلى الطبيعة التعسفية التي يتسم بها نظام العدالة السعودي. كما أدان مركز الخليج لحقوق الإنسان الحكم
وفي يوم الأربعاء 2 أكتوبر 2013، اعتقلت المباحث الجنائية وليد وسلمته لشرطة حي الشرفية بجدة، التي بدورها أخبرت وليد أن القبض عليه تم بناء على أمر من الحاكم الإداري لمنطقة مكة المكرمة الأمير خالد الفيصل بسبب استضافته منتدى غير مرخص في منزله يحضره من يسمون بالاصلاحيين والنشطاء «بهدف زعزعة أمن واستقرار البلد.» وفي اليوم التالي حُوّل وليد إلى هيئة التحقيق والإدعاء العام حيث حُقّق معه ثم أطلق سراحه بكفالة بعد أن رفض توقيع تعهد بإيقاف نشاط الديوانية وقد وصفت هيومن رايتس ووتش الاحتجاز أن فيه انتهاك واضح لحقه في التجمع السلمي وحرية التعبير.
في 6 أكتوبر 2013 وُجِّهت تهم مشابهة لوليد في المحكمة الجزائية المتخصصة. وفي 15 أبريل 2014 وأثناء حضور وليد الجلسة الخامسة لمحاكمته فيها أصدر القاضي قرار إيقافه على ذمة القضية وأودع في سجن الحائر دون علم أهله أو محاميه، حتى قدمت زوجته سمر بدوي من جدة إلى الرياض في اليوم التالي فأخبرتها المحكمة أنه اعتقل. توجهت سمر إلى سجن الحائر لكنها منعت من الحديث إليه. في 25 أبريل قالت سمر أن زوجها يتعرض للتعذيب السياسي. طالبت منظمة العفو الدولية بالإفراج عن وليد «فوراً وبلا قيد أو شرط، لأنه سجين رأي محتجز لسبب وحيد هو ممارسته السلمية لحقه في حرية التعبير والتجمع وتكوين الجمعيات والانضمام إليها»، كما طالبت هيومن رايتس ووتش بإطلاق سراحه «فوراً وأن تسقط التهم الموجهة إليه» وقد علقت فرونت لاين ديفندرز بأن الاعتقال ذا صلة بعمله المشروع والسلمي في مجال حقوق الإنسان فقط أما منظمة مراسلون بلا حدود فقد أدانت اعتقاله معتبرة أن هذه المحاكمة بأنها ليست سوى مهزلة مأساوية دبرتها السلطات السعودية لتضييق الخناق على كل الأصوات المعارضة، بعد اعتقال وليد نشر عشرات الشباب في السعودية رسائل تضامنية معه. في 15 مايو نشرت منظمة العفو الدولية مقالة كان وليد كتبها في انتظار اعتقاله.
رفض وليد الاعتراف بشرعية المحكمة الأمنية المتخصصة والترافع أمامها، لرفضه «نظام جرائم الإرهاب وتمويله» الذي يحاكم وفقا له.

### الحكم
في 6 يوليو حكم القاضي يوسف بن غرم الله الغامدي القاضي في المحكمة الجزائية المتخصصة بقضايا الإرهاب بسجن وليد 15 عامًا مع وقف آخر خمس سنوات منها، ومنعه من السفر 15 سنة أخرى بعد انتهاء مدة السجن، وتغريمه 200 ألف ريال سعودي. رفض وليد الاعتراف بالحكم والطعن فيه واستلام نسخة منه. بعد صدور الحكم عمّمته السلطات السعودية عن طريق وكالة الأنباء السعودية الرسمية على وسائل الإعلام المحلية، وهو ما اعتبره مرصد حقوق الإنسان في السعودية «خطوة نادرة». في 12 من يناير 2015 عادت القضية من محكمة الاستئناف مطالبة بتشديد العقوبة على أبي الخير بعد رفضه الاعتذار أو التراجع وبالفعل حكم القاضي الغامدي ذاته بجعل 15 عاماً جميعها نافذة، وما زاد وليد عن قوله:«حسبي الله ونعم الوكيل» متمسكاً بموقفه، في 12 فبراير 2015 نشر حساب مجتهد  في تويتر جزء من صك الحكم الذي رفض وليد أبوالخير استلامه

### السجن
نقلت زوجة وليد أبوالخير لمنظمة هيومن رايتس ووتش أنه ومنذ اعتقاله في أبريل/نيسان، نُقل 5 مرات. وفي النقل الأخير رفضت السلطات في البداية إبلاغ أسرته بمكانه، كما تعرض في سجن بريمان بجدة بالضرب على الظهر وجروه من السجن بالسلاسل، مما جرح قدميه، بعد أن رفض التعاون في نقله إلى سجن آخر.، وفي 4 فبراير 2015 قامت السلطات بنقله للمرة السادسة من سجنه السابق إلى سجن الحائر الإصلاحي.

### ردود الأفعال على اعتقاله
انتقدت منظمة هيومن رايتس ووتش الحكم ووصفته ب«الحكم المشين» وسخرت من عضوية السعودية في مجلس الأمم المتحدة لحقوق الإنسان. كما انتقدت وزارة الخارجية الأمريكية ووزارة الخارجية الألمانية الحكم. كما انتقدت المفوضة السامية لحقوق الإنسان في الأمم المتحدة نافي بيلاي الحكم وحثت السلطات السعودية على «إطلاق سراح كلّ المدافعين عن حقوق الإنسان المحتجزين لديها لدفاعهم السلميّ عن حقوق الإنسان». ووصفت منظمة مراسلون بلا حدود المحاكمة بأنها «مفبركة» كما أدان الحزب الإشتراكي الحاكم في فرنسا الحكم وطالبت بالإفراج عنه فوراً وقد أرسلت منظمة المحامين للمحامين رسالة للملك عبد الله بن عبد العزيز تطالبه فيه بالإفراج عنه أما منظمة العفو الدولية فقد عدت الحكم بأنه ضربة جديدة للنشاط السلمي ولحرية التعبير في السعودية واعتبرت أن وليد أبوالخير سجين رأي وأنه يتعين أن يطلق سراحه فوراً دون قيد أو شرط، كما يتعين إلغاء إدانته والحكم الصادر بحقه كأن لم يكونا وقد عبرت منظمة مراسلون بلا حدود عن «شعورها بالصدمة من حيال الحكم بالسجن واعتبرت أن وليد يدفع ثمن التزامه بالدفاع عن الحريات الأساسية وطالبت بالإفراج الفوري عنه» في 14 يوليو 2014 وجه رئيس مجلس المحامين والجمعيات القانونية الأوروبية رسالة للعاهل السعودي يطالب فيها بالإفراج عن وليد أبوالخير.
في 25 فبراير 2015 تحرك أعضاء من حزب الخضر بالبرلمان النمساوي للمطالبة بالإفراج عن وليد أبوالخير
في 3 مارس 2015 وجه 67 عضو من الكونغرس الأمريكي خطاباً إلى الملك سلمان يطالبونه فيها بعمل إصلاحات سياسية وبالإفراج عن المعتقلين السياسيين والحقوقيين وذكروا فيها وليد أبوالخير

#### مواقف تضامنية مع وليد بعد اعتقاله
أطلق المتضامنون مع وليد أبوالخير مدونة على الإنترنت لجمع الرسائل التضامنية معه وقد تجاوز عدد الرسائل التضامنية الـ 100 رسالة، كما تم إطلاق مدونة شاملة عنه تحوي العديد من صوره ومقالاته وأقواله وتقارير ووسائط أخرى

## روابط خارجية
- "الحرية لوليد أبوالخير" على يوتيوب.
- حساب وليد أبوالخير على تويتر
- صفحة وليد أبوالخير في موقع منظمة فرونت لاين لحقوق الإنسان
- دعم وليد أبوالخير مدونة تضامنية
- مدونة وليد أبوالخير